# Friends and Lovers (film, 1999)
Pour les articles homonymes, voir Friends and Lovers (homonymie).
Ne doit pas être confondu avec Friends and Lovers (série télévisée).
Pour plus de détails, voir Fiche technique et Distribution.
Friends and Lovers est un drame américain écrit et réalisé par George Haas, sorti en 1999.

## Synopsis
Un groupe d'amis se réunissent lorsque l'un des leurs les invite à passer les vacances de Noël chez son père. Ian a un rapport difficile avec son père. Dave est gay et vierge. Jon est accompagné de sa petite amie allemande séduite par un moniteur de ski. Keaton découvre que sa sœur est enceinte et qu'elle refuse de lui dire qui est le père.

## Fiche technique
- Titre original : Friends & Lovers
- Réalisation et scénario : George Haas, d'après une histoire de Neill Barry
- Production : Josi W. Konski
- Musique : Emilio Kauderer
- Photographie : Carlos Montaner
- Montage : Barry B. Leirer
- Société de distribution : Lionsgate
- Pays d'origine :  États-Unis
- Langue : Anglais
- Format : Couleur - 35 mm
- Genre : Drame
- Durée : 103 minutes
- Dates de sortie :
  - États-Unis : 16 avril 1999
  - France : 9 novembre 1999 (DVD)

## Distribution
- Stephen Baldwin (VQ : Pierre Auger) : Jon
- Neill Barry (VQ : Gilbert Lachance) : Keaton McCarthy
- Suzanne Cryer (VQ : Aline Pinsonneault) : Jane McCarthy
- Robert Downey Jr. (VQ : Carl Béchard) : Hans
- Alison Eastwood (VQ : Valérie Gagné) : Lisa
- George Newbern (VQ : François Godin) : Ian Wickham
- Danny Nucci (VQ : François Sasseville) : Dave
- Claudia Schiffer (VQ : Christine Bellier) : Carla
- David Rasche (VQ : Daniel Picard) : Richard Wickham
- Ann Magnuson : Katherine
- Leon Robinson : Tyrell